# Darzu ist erschienen der Sohn Gottes
Darzu ist erschienen der Sohn Gottes (in tedesco, "Per questo è apparso il Figlio di Dio") BWV 40 è una cantata di Johann Sebastian Bach.

## Storia
La cantata Darzu ist erschienen der Sohn Gottes venne composta da Bach a Lipsia nel 1723 e fu eseguita per la prima volta il 26 dicembre dello stesso anno. Il testo deriva dal vangelo secondo Giovanni, capitolo 3 e versetto 8, per il primo movimento, dal terzo verso della poesia Wir Christenleut del 1592 di Kaspar Füger per il terzo movimento, dal secondo verso di Schwing dich auf zu deinem Gott del 1648 di Paul Gerhardt per il sesto, da Freuet euch, ihr Christen alle del 1646 Christian Keymann per l'ultimo, e da testo di autore sconosciuto per i restanti movimenti.
Il tema del terzo movimento deriva dal corale Wir Christenleut hab'n jetzund Freud, di compositore sconosciuto. Il tema del sesto è Schwing dich auf zu deinem Gott, di compositore sconosciuto. Il tema dell'ottavo movimento è il corale Freuet euch, ihr Christen alle di Andreas Hammerschmidt, pubblicato a Freiberg nel 1646 all'interno del suo Vierter Theill Musicalischer Andachten.

## Struttura
La cantata è composta per contralto solista, basso solista, coro, corno I e II, oboe I e II, violino I e II, viola e basso continuo ed è suddivisa in otto movimenti:
1. Coro: Darzu ist erschienen der Sohn Gottes, per tutti.
2. Recitativo: Das Wort ward Fleisch und wohnet in der Welt, per tenore e continuo.
3. Corale: Die Sünd macht Leid, per tutti.
4. Aria: Höllische Schlange, wird dir nicht bange?, per basso, oboi, archi e continuo.
5. Recitativo: Die Schlange, so im Paradies, per contralto, archi e continuo.
6. Corale: Schüttle deinen Kopf und sprich, per tutti.
7. Aria: Christenkinder, freuet euch!, per tenore, corni, oboi e continuo.
8. Corale: Jesu, nimm dich deiner Glieder, per tutti.